# برايان رودس (لاعب كريكت)
برايان رودس (7 مارس 1951 بسيدني في أستراليا - 28 يونيو 2019) (بالإنجليزية: Brian Rhodes)‏ هو لاعب كريكت أسترالي.

## وصلات خارجية
- برايان رودس (لاعب كريكت) على موقع إي آس بي آن كريك إنفو (الإنجليزية)